# 本明川ダム
本明川ダム（ほんみょうがわダム）は、国土交通省九州地方整備局が長崎県諫早市を流れる一級水系本明川水系本明川に建設中のダムである。

## 概要
本明川は河川延長が短く、山から諫早市街地を経て一気に有明海へ流れるため、大雨が降れば水害が発生し、雨が降らなければ水が残らず渇水となっていた。特に昭和32年の諫早大水害、平成11年の大規模な洪水、平成6年の渇水は大きな被害が出た。そのため、洪水調節と渇水時に農業用水を確保できるダムの建設が必要となり、平成12年に本明川水系河川整備基本計画が策定され、当ダムの建設が発表された。当初は中央コア型ロックフィルダム型式で計画されていたが、建設コスト縮減などのため台形CSGダムに変更された。

## ダム諸元
諸元は次の通り。
- 形式：台形CSGダム
- 堤高：約60.0 m
- 堤頂長：約340 m
- 堤体積：約620,000 m3
- 集水面積：8.91 km2
- 湛水面積：約39 ha
- 総貯水容量：約6,200,000 m3
- 天端高：151.5 m
- 総事業費：約730億円[3][4]
- 完成予定年度：2032年度

## 経緯
これまでの経緯は次の通り
- 1957年7月　諫早大水害（死者・行方不明630人）
- 1983年4月　本明川ダム予備調査に着手
- 1994年4月　本明川ダム建設事業に着手
- 2017年2月　損失補償基準協定書の調印
- 2024年4月　本明川ダム工事事務所設置
- 2025年2月　本明川ダム本体工事着工式